# FlexiDis
FlexiDis – projekt którego zadaniem jest opracowanie tzw. videozdjęcia, czyli urządzenia zawierającego elastyczny wyświetlacz zbliżony nieco wyglądem do kartki papieru, pozwalającego na oglądanie obrazów ruchomych oraz przechowywanie i oglądanie obrazów statycznych. W projekt zaangażowani są m.in. Uniwersytet Cambrigde, firmy Philips, Nokia, a finansowo wspierany przez Unię Europejską.